# Высокое (Первомайский район)
Высо́кое (укр. Високе) — село в составе Грушинского сельского совета. Первомайский район,Харьковская область.
Код КОАТУУ — 6324582502. Население по переписи 2001 года составляет 172 (80/92 м/ж) человека.

## Географическое положение
Село Высокое находится на берегу реки Орелька, недалеко от её истоков,
ниже по течению на расстоянии в 2 км расположено село Масловка. На расстоянии в 1 км расположены село Калиновка и город Первомайский. Рядом проходят автомобильные дороги Т-2107, Т-2110 и железная дорога, ближайшие станции Берека и Лихачево (4 км).

## История
- 1930 — дата основания.